# So sánh các phần mềm học sâu
Bảng dưới đây so sánh một số framework phần mềm, thư viện và các chương trình máy tính phổ biến nhất dành cho học sâu.

## Phần mềm học sâu sắp xếp theo tên
| Phần mềm                                                                  | Nhà sáng tạo                                                        | Phát hành | Giấy phép                | Nguồn mở | Nền tảng                                              | Viết bằng                   | Giao diện                                                           | Hỗ trợ OpenMP                      | Hỗ trợ OpenCL                                              | Hỗ trợ CUDA                                                             | Hỗ trợ ROCm | Vi phân tự động          | Được đào tạo trước        | Mạng hồi quy | Mạng tích chập | RBM/DBNs | Thực thi song song (đa nút)    | Đang phát triển |
| ------------------------------------------------------------------------- | ------------------------------------------------------------------- | --------- | ------------------------ | -------- | ----------------------------------------------------- | --------------------------- | ------------------------------------------------------------------- | ---------------------------------- | ---------------------------------------------------------- | ----------------------------------------------------------------------- | ----------- | ------------------------ | ------------------------- | ------------ | -------------- | -------- | ------------------------------ | --------------- |
| BigDL                                                                     | Jason Dai (Intel)                                                   | 2016      | Apache 2.0               | Có       | Apache Spark                                          | Scala                       | Scala, Python                                                       |                                    |                                                            | Không                                                                   | Không       |                          | Có                        | Có           | Có             |          |                                |                 |
| Caffe                                                                     | Trung tâm Tầm nhìn và Học tập Berkeley                              | 2013      | BSD                      | Có       | Linux, macOS, Windows                                 | C++                         | Python, MATLAB, C++                                                 | Có                                 | Đang phát triển                                            | Có                                                                      | Không       | Có                       | Có                        | Có           | Có             | Không    | ?                              | Không           |
| Chainer                                                                   | Preferred Networks                                                  | 2015      | BSD                      | Có       | Linux, macOS                                          | Python                      | Python                                                              | Không                              | Không                                                      | Có                                                                      | Không       | Có                       | Có                        | Có           | Có             | Không    | Có                             | Không           |
| Deeplearning4j                                                            | Đội kỹ sư Skymind; Cộng đồng Deeplearning4j; ban đầu là Adam Gibson | 2014      | Apache 2.0               | Có       | Linux, macOS, Windows, Android (đa nền tảng)          | C++, Java                   | Java, Scala, Clojure, Python (Keras), Kotlin                        | Có                                 | Không                                                      | Có                                                                      | Không       | Đồ thị tính toán         | Có                        | Có           | Có             | Có       | Có                             | Có              |
| Dlib                                                                      | Davis King                                                          | 2002      | Giấy phép phần mềm Boost | Có       | Đa nền tảng                                           | C++                         | C++, Python                                                         | Có                                 | Không                                                      | Có                                                                      | Không       | Có                       | Có                        | Không        | Có             | Có       | Có                             |                 |
| Flux                                                                      | Mike Innes                                                          | 2017      | Giấy phép MIT            | Có       | Linux, MacOS, Windows (đa nền tảng)                   | Julia                       | Julia                                                               |                                    |                                                            | Có                                                                      | Không       | Có                       | Có                        | Có           | Có             | Không    | Có                             | Có              |
| Thư viện phân tích dữ liệu Intel                                          | Intel                                                               | 2015      | Apache 2.0               | Có       | Linux, macOS, Windows cho CPU Intel                   | C++, Python, Java           | C++, Python, Java                                                   | Có                                 | Không                                                      | Không                                                                   | Không       | Có                       | Không                     |              | Có             |          | Có                             |                 |
| Thư viện Toán học Kernel Intel 2017 và sau đó                             | Intel                                                               | 2017      | Độc quyền                | Không    | Linux, macOS, Windows cho CPU Intel                   |                             | C                                                                   | Có                                 | Không                                                      | Không                                                                   | Không       | Có                       | Không                     | Có           | Có             |          | Không                          |                 |
| Google JAX                                                                | Google                                                              | 2018      | Apache 2.0               | Có       | Linux, macOS, Windows                                 | Python                      | Python                                                              |                                    |                                                            | Chỉ trên Linux                                                          | Không       | Có                       | Không                     |              |                |          | Có                             | Có              |
| Keras                                                                     | François Chollet                                                    | 2015      | Giấy phép MIT            | Có       | Linux, macOS, Windows                                 | Python                      | Python, R                                                           | Chỉ khi sử dụng Theano làm backend | Có thể sử dụng Theano, Tensorflow hoặc PlaidML làm backend | Có                                                                      | Không       | Có                       | Có                        | Có           | Có             | Không    | Có                             | Có              |
| MATLAB + Deep Learning Toolbox (tên chính thức là Neural Network Toolbox) | MathWorks                                                           | 1992      | Độc quyền                | Không    | Linux, macOS, Windows                                 | C, C++, Java, MATLAB        | MATLAB                                                              | Không                              | Không                                                      | Huấn luyện với Parallel Computing Toolbox và tạo mã CUDA bằng GPU Coder | Không       | Có                       | Có                        | Có           | Có             | Có       | Với Parallel Computing Toolbox | Có              |
| Microsoft Cognitive Toolkit (CNTK)                                        | Microsoft Research                                                  | 2016      | Giấy phép MIT            | Có       | Windows, Linux (macOS thông qua Docker trên lộ trình) | C++                         | Python (Keras), C++, Dòng lệnh, BrainScript (.NET trên lộ trình)    | Có                                 | Không                                                      | Có                                                                      | Không       | Có                       | Có                        | Có           | Có             | Không    | Có                             | Không           |
| Apache MXNet                                                              | Tổ chức phần mềm Apache                                             | 2015      | Apache 2.0               | Có       | Linux, macOS, Windows, AWS, Android, iOS, JavaScript  | Thư viện tiểu lõi C++       | C++, Python, Julia, MATLAB, JavaScript, Go, R, Scala, Perl, Clojure | Có                                 | Trên lộ trình                                              | Có                                                                      | Không       | Có                       | Có                        | Có           | Có             | Có       | Có                             | Có              |
| Neural Designer                                                           | Artelnics                                                           | 2014      | Độc quyền                | Không    | Linux, macOS, Windows                                 | C++                         | Giao diện đồ họa người dùng                                         | Có                                 | Không                                                      | Có                                                                      | Không       | Vi phân phân tích        | Không                     | Không        | Không          | Không    | Có                             | Có              |
| OpenNN                                                                    | Artelnics                                                           | 2003      | GNU LGPL                 | Có       | Đa nền tảng                                           | C++                         | C++                                                                 | Có                                 | Không                                                      | Có                                                                      | Không       | ?                        | ?                         | Không        | Không          | Không    | ?                              |                 |
| PlaidML                                                                   | Vertex.AI, Intel                                                    | 2017      | Apache 2.0               | Có       | Linux, macOS, Windows                                 | Python, C++, OpenCL         | Python, C++                                                         | ?                                  | Một số ICD OpenCL không được công nhận                     | Không                                                                   | Không       | Có                       | Có                        | Có           | Có             |          | Có                             | Có              |
| PyTorch                                                                   | Adam Paszke, Sam Gross, Soumith Chintala, Gregory Chanan (Facebook) | 2016      | BSD                      | Có       | Linux, macOS, Windows, Android                        | Python, C, C++, CUDA        | Python, C++, Julia                                                  | Có                                 | Thông qua gói duy trì riêng biệt                           | Có                                                                      | Có          | Có                       | Có                        | Có           | Có             | Có       | Có                             | Có              |
| Apache SINGA                                                              | Tổ chức phần mềm Apache                                             | 2015      | Apache 2.0               | Có       | Linux, macOS, Windows                                 | C++                         | Python, C++, Java                                                   | Không                              | Hỗ trợ bản V1.0                                            | Có                                                                      | Không       | ?                        | Có                        | Có           | Có             | Có       | Có                             |                 |
| TensorFlow                                                                | Google Brain                                                        | 2015      | Apache 2.0               | Có       | Linux, macOS, Windows, Android                        | C++, Python, CUDA           | Python (Keras), C/C++, Java, Go, JavaScript, R, Julia, Swift        | Không                              | Trên lộ trình nhưng đã hỗ trợ SYCL                         | Có                                                                      | Có          | Có                       | Có                        | Có           | Có             | Có       | Có                             | Có              |
| Theano                                                                    | Đại học Montreal                                                    | 2007      | BSD                      | Có       | Đa nền tảng                                           | Python                      | Python (Keras)                                                      | Có                                 | Đang phát triển                                            | Có                                                                      | Không       | Có                       | Qua model zoo của Lasagne | Có           | Có             | Có       | Có                             | Không           |
| Torch                                                                     | Ronan Collobert, Koray Kavukcuoglu, Clement Farabet                 | 2002      | BSD                      | Có       | Linux, macOS, Windows, Android, iOS                   | C, Lua                      | Lua, LuaJIT, C, thư viện tiện ích cho C++/OpenCL                    | Có                                 | Thực thi bên thứ ba                                        | Có                                                                      | Không       | Qua Autograd của Twitter | Có                        | Có           | Có             | Có       | Có                             | Không           |
| Wolfram Mathematica 10 và sau đó                                          | Wolfram Research                                                    | 2014      | Độc quyền                | Không    | Windows, macOS, Linux, Điện toán đám mây              | C++, Ngôn ngữ Wolfram, CUDA | Ngôn ngữ Wolfram                                                    | Có                                 | Không                                                      | Có                                                                      | Không       | Có                       | Có                        | Có           | Có             | Có       | Có                             | Có              |
| Phần mềm                                                                  | Nhà sáng tạo                                                        | Phát hành | Giấy phép                | Nguồn mở | Nền tảng                                              | Viết bằng                   | Giao diện                                                           | Hỗ trợ OpenMP                      | Hỗ trợ OpenCL                                              | Hỗ trợ CUDA                                                             | Hỗ trợ ROCm | Vi phân tự động          | Được đào tạo trước        | Mạng hồi quy | Mạng tích chập | RBM/DBNs | Thực thi song song (đa nút)    | Đang phát triển |

1. 1 2  Giấy phép ở đây là một bản tóm tắt và không được coi là giấy phép chuẩn. Một số thư viện có thể sử dụng các thư viện khác trong nội bộ theo các giấy phép khác nhau

## Phần mềm liên quan
- Nền tảng Numenta dành cho tính toán thông minh